# Shōmyō
El shōmyō (声明) és un estil de cant budista japonès, utilitzat principalment a les sectes Tendai i Shingon. Hi ha dos estils: el ryokyoku i el rikkyoku, descrits com a difícils i fàcils de recordar, respectivament.
El shōmyō, com el gagaku, empra l'escala Yo, una escala pentatònica amb intervals ascendents de dos, tres, dos, dos i tres semitons.